# Remorqueur de manutention d'ancre

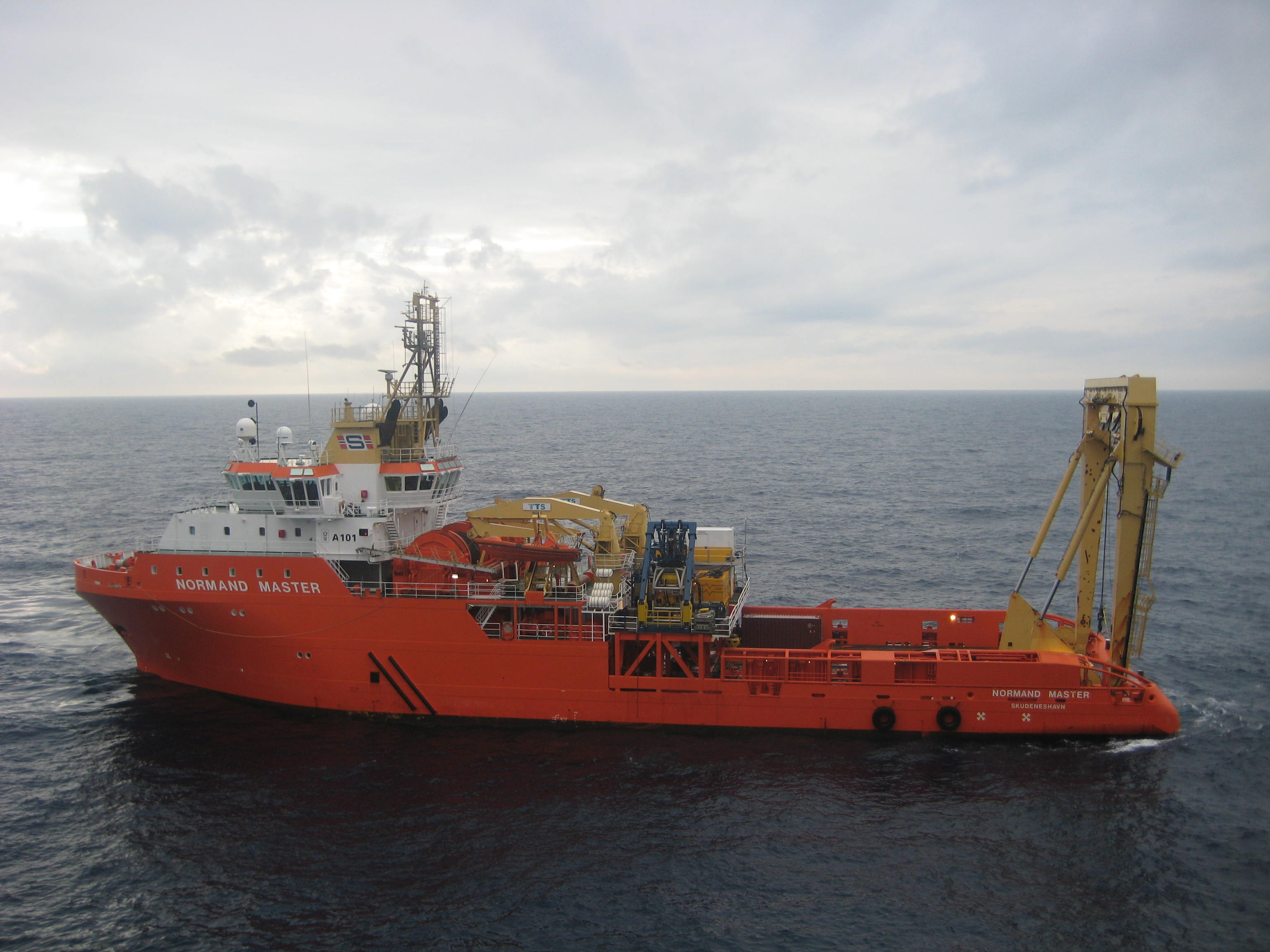
AHTS Normand Master aux côtés du DCV Balder au champ pétrolifère Thunder Horse

Les remorqueurs de manutention d'ancre (en anglais : AHTS Anchor Handling Tug Supply) sont principalement construits pour manipuler les ancres des plates-formes pétrolières, les remorquer jusqu'à l'emplacement et les utiliser pour fixer les plates-formes sur zone de forage. Les navires AHTS servent parfois également de navire d'intervention et de sauvetage (ERRV Emergency Response and Rescue Vessel) et de navire de ravitaillement offshore. 
Bon nombre de ces remorqueurs sont conçus pour répondre aux conditions difficiles de la mer du Nord et peuvent y effectuer des tâches d'approvisionnement entre les bases terrestres et les sites de forage. Ils fournissent également une assistance au remorquage pendant le chargement des pétroliers, la manutention des ancres en eau profonde et le remorquage d'objets menaçants.
Le remorqueur de manutention d'ancre diffère du navire de ravitaillement offshore de plate-forme car il est spécialement conçu pour les opérations de manutention d'ancres. Pour cela, il est équipé  de treuils pour le remorquage et la manutention des ancres et il a une poupe ouverte pour permettre le pontage des ancres et possède plus de puissance pour augmenter la traction au point fixe. Il a également des dispositifs pour la libération rapide de l'ancre, qui peuvent être actionnés à partir du pont ou d'un autre endroit en communication directe avec le pont. La charge de référence utilisée dans la conception et les essais du treuil de remorquage est le double de la traction au point fixe statique.
Il peut également assurer, par exemple, des services de ROV (véhicule sous-marin téléguidé), des services de sécurité et sauvetage et des tâches d'approvisionnement entre les installations continentales et offshore. 

## Galerie

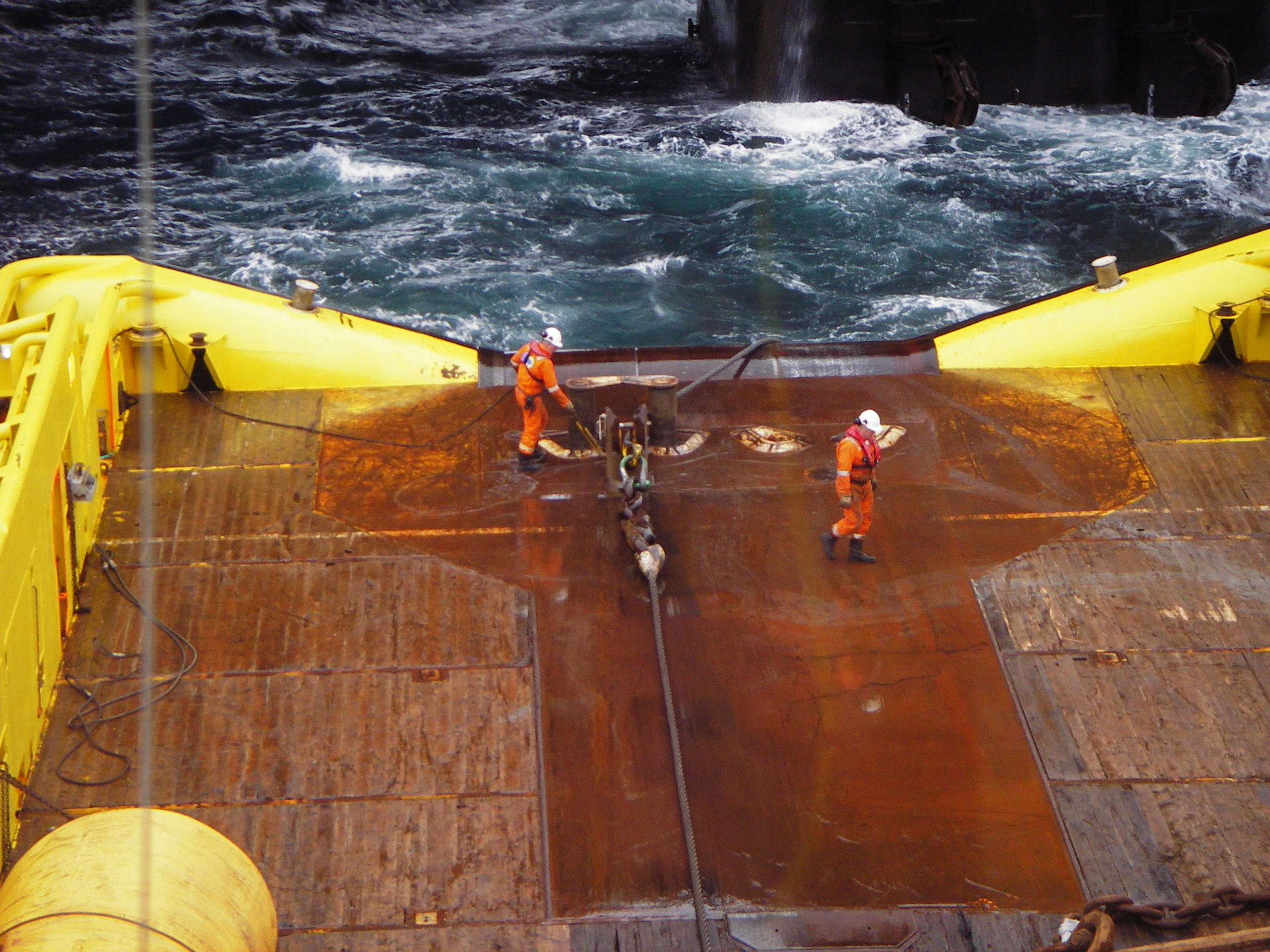
Deux membres d'équipage sur la zone du treuil de manutention de l'AHTS Balder Viking Transocean Arctic
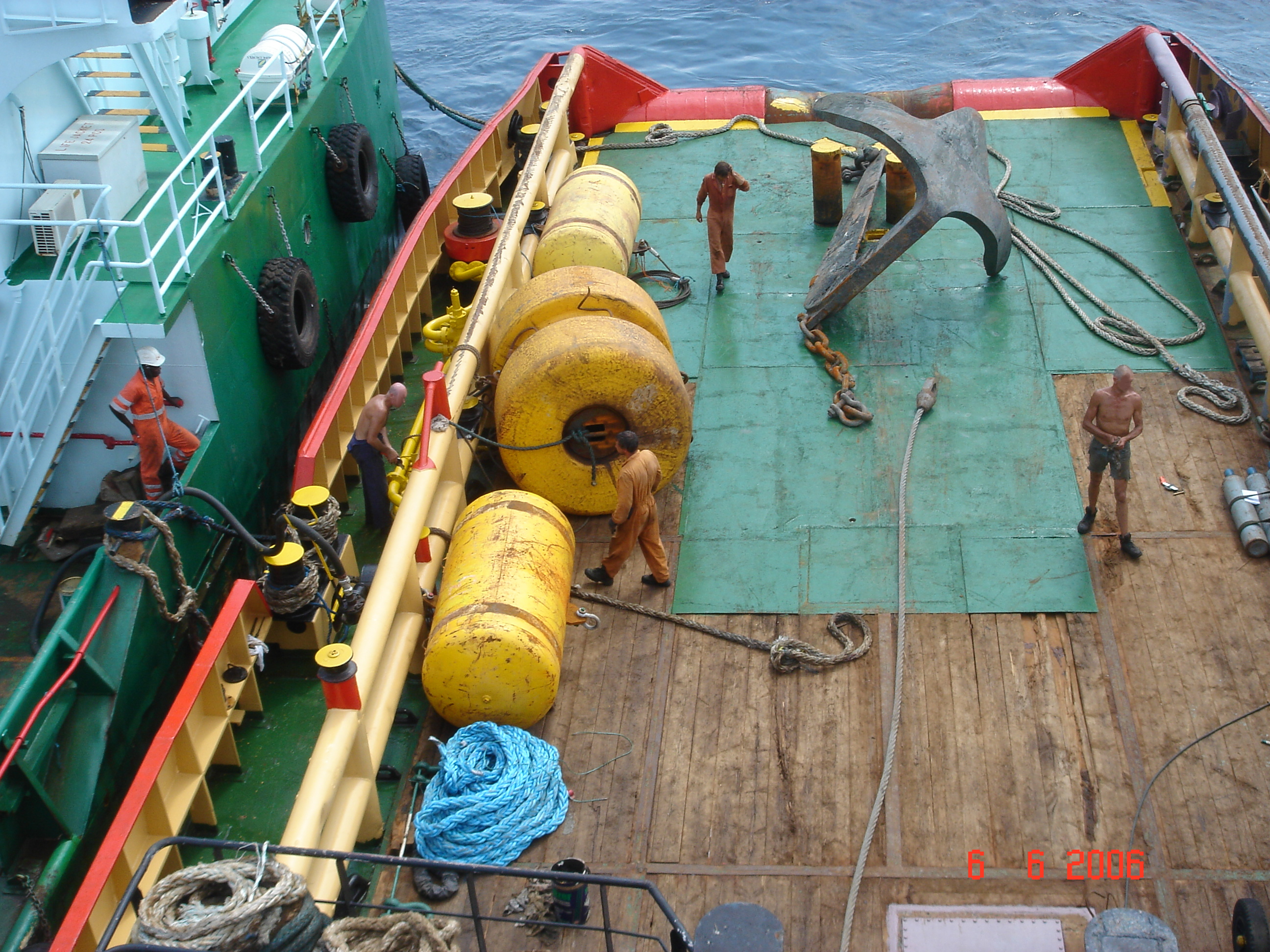
Ancre sur un AHTS
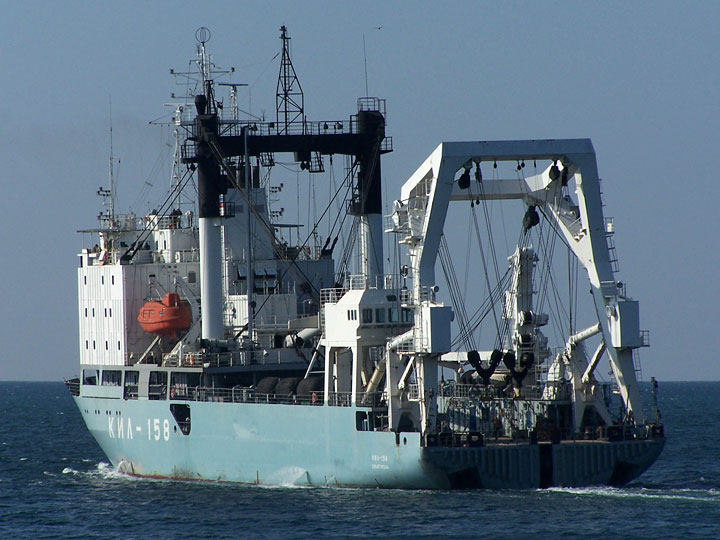
KIL-158